# Aphis lindae
Aphis lindae är en insektsart som beskrevs av Danielsson in Heie 1986. Aphis lindae ingår i släktet Aphis och familjen långrörsbladlöss. Arten är reproducerande i Sverige. Inga underarter finns listade i Catalogue of Life.